# Lehmkuhlen
Lehmkuhlen est une commune allemande du Schleswig-Holstein, située au centre de l'arrondissement de Plön, à quatre kilomètres à l'est de Preetz. Lehmkuhlen fait partie de l'Amt Preetz-Land (« Preetz-campagne ») qui regroupe 17 communes entourant la ville de Preetz.